# 1955 w literaturze
Wydarzenia literackie w 1955 roku.

## Wydarzenia
- W Polsce
  - Już w grudniu 1954 ogłoszono, że rok 1955 będzie rokiem mickiewiczowskim.
  - Powstał nowy tygodnik studentów i młodej inteligencji „Po prostu”, którego współpracownikami byli m.in. Marek Hłasko, Ernest Bryll i Józef Lenart.
  - W czasopiśmie „Nowa Kultura” opublikowano debiutanckie wiersze Jarosława Marka Rymkiewicza, Jerzego Harasymowicza, Józefa Ratajczaka, Andrzeja Bursy, Małgorzaty Hillar, Zbigniewa Herberta.
  - W „Życiu Literackim” ukazały się wiersze Stanisława Czycza, Bohdana Drozdowskiego, oraz także Zbigniewa Herberta i Jerzego Harasymowicza. Dołączono do nich komentarze Przybosia, Jastruna, Sandauera, Błońskiego i Flaszena.
- zagraniczne
  - Jean Cocteau wybrany do francuskiej Akademii Literatury.
  - W ZSRR zaczęły wychodzić pisma „Junost'” i „Inostrannaja litieratura”
  - W Sofii ukazał się pierwszy przekład Lalki na język bułgarski.
  - 7 października w Six Gallery w San Francisco po raz pierwszy zaprezentowano poemat Allena Ginsberga Skowyt (Howl), jedno ze sztandarowych dzieł Beat Generation.

## Nowe książki (proza beletrystyczna i literatura faktu)
- polskie
  - Stanisław Lem
    - Czas nieutracony
    - Obłok Magellana

  - Józef Łobodowski – Komysze (część I Trylogii ukraińskiej)
  - Józef Mackiewicz
    - Droga donikąd
    - Karierowicz

  - Czesław Miłosz – Dolina Issy
  - Teodor Parnicki – Koniec „Zgody Narodów”
  - Tadeusz Różewicz – Opadły liście z drzew
  - Jan Józef Szczepański – Polska jesień
  - Leopold Tyrmand – Zły
- zagraniczne
  - Jacques Stéphen Alexis – Dobry generał Słońce (Compère général soleil)
  - Kingsley Amis – To niepewne uczucie (The Uncertain Feeling)
  - Ray Bradbury – Październikowa kraina (The October Country)
  - Miodrag Bulatović – Diabły nadchodzą (Đavoli dolaze)
  - Louis-Ferdinand Céline – Rozmowy z profesorem Y (Entretiens avec le professeur Y)
  - Agatha Christie
    - Entliczek pentliczek (Hickory Dickory Dock)
    - Podróż w nieznane (Destination Unknown)

  - J.P. Donleavy – Ryży (The Ginger Man)
  - Friedrich Dürrenmatt – Grek szuka Greczynki (Grieche sucht Griechin)
  - Shūsaku Endō – Biały człowiek (Shiroi hito)
  - William Gaddis – The Recognitions
  - Robert Graves – Mity greckie (The Greek Myths)
  - Graham Greene – Spokojny Amerykanin (The Quiet American)
  - Patricia Highsmith – Utalentowany pan Ripley (The Talented Mr. Ripley)
  - Clive Staples Lewis – Opowieści z Narnii: Siostrzeniec czarodzieja (The Magician’s Nephew)
  - Gabriel García Márquez – Szarańcza (La hojarasca)
  - Vladimir Nabokov – Lolita
  - Pier Paolo Pasolini – Próżniaki (Ragazzi di vita)
  - Mario Puzo – Mroczna arena (The Dark Arena)
  - Alain Robbe-Grillet – Podglądacz (Le Voyeur)
  - Juan Rulfo – Pedro Páramo
  - J.R.R. Tolkien – Władca Pierścieni: Powrót króla (The Return of the King)
  - Patrick White – Drzewo człowiecze (The Tree of Man)
- wydania polskie tytułów zagranicznych

## Wywiady
- polskie
- zagraniczne
- wydania polskie tytułów zagranicznych

## Dzienniki, autobiografie, pamiętniki
- polskie
- zagraniczne
- wydania polskie tytułów zagranicznych

## Nowe eseje, szkice i felietony
- polskie 
  - O sztuce tłumaczenia, pod red. Michała Rusinka (Ossolineum)
- zagraniczne
- wydania polskie tytułów zagranicznych

## Nowe dramaty
- polskie
  - Wacław Kubacki – Rzymska wiosna (Spółdzielnia Wydawnicza „Czytelnik”)[1]
- zagraniczne
  - Arthur Adamov – Ping-Pong (Le Ping Pong)
  - William Inge – Przystanek autobusowy (Bus Stop)
  - Eugène Ionesco – Nowy lokator (Le Nouveau Locataire)
  - Arthur Miller – Widok z mostu (A View from the Bridge)
  - Jean-Paul Sartre – Niekrasow (Nekrassov)
  - Tennessee Williams – Kotka na gorącym blaszanym dachu (Cat On a Hot Tin Roof)
- wydania polskie tytułów zagranicznych

## Nowe poezje
- polskie
  - Henryk Jasiczek – Obuszkiem ciosane
  - Tadeusz Różewicz – Srebrny kłos
  - Adam Ważyk – Poemat dla dorosłych (wydanie czasopiśmiennicze)
- zagraniczne
  - W.H. Auden – Tarcza Achillesa (The Shield of Achilles)
  - Héctor Bianciotti – Psalm na ulicach (Salmo en las calles)
  - Paul Celan – Od progu do progu (Von Schwelle zu Schwelle)
  - Gregory Corso – Westalka z Brattle i inne wiersze (The Vestal Lady on Brattle and Other Poems)
  - Lawrence Ferlinghetti – Obrazy świata minionego (Pictures of the Gone World)
  - Roger Gilbert-Lecomte – Testament
  - Jewgienij Jewtuszenko – Trzeci śnieg (Третий снег)
  - Jacques Prévert – Deszcz i pogoda (La pluie et le beau temps)
  - Pierre Reverdy – Au soleil du plafond
  - Jorgos Seferis – Dziennik pokładowy III (Ημερολόγιο Καταστρώματος ΙΙΙ)
  - Charles Tomlinson – Naszyjnik (The Necklace)
  - William Carlos Williams – Podróż do miłości (Journey to Love)
  - Lejzer Wolf – Wiersze (Lider, pośm.)
  - Donald Davie – Brides of Reason[2]
  - Ronald Stuart Thomas – Song at the Year’s Turning[2]
  - Philip Larkin – The Less Deveived[2]
  - Elizabeth Jennings – A Way of Looking[3]
  - Lawrence Durrell – The Tree of Idleness[3]

- zagraniczne antologie
- wydane w Polsce wybory utworów poetów obcych
- wydane w Polsce antologie poezji obcej

## Nowe prace naukowe i biografie
- polskie
  - Ananiasz Zajączkowski – Orient jako źródło inspiracji w literaturze romantycznej doby mickiewiczowskiej (Państwowy Instytut Wydawniczy)[4]
- zagraniczne
  - Emilio Betti – Ogólna teoria interpretacji (Teoria generale della interpretazione)
  - Maurice Blanchot – Przestrzeń literatury (L’Espace littéraire)
  - Robert Graves – Mity greckie (The Greek Myths)
  - Claude Lévi-Strauss – Smutek tropików (Tristes tropiques)
  - Herbert Marcuse – Eros i cywilizacja (Eros and Civilization)
- wydania polskie tytułów zagranicznych

## Urodzili się
- 10 stycznia – Yasmina Khadra, algierski pisarz, tworzący w języku francuskim
- 13 stycznia – Jay McInerney, amerykański powieściopisarz i scenarzysta
- 18 stycznia – Małgorzata Strzałkowska, polska poetka, ilustratorka
- 19 stycznia – Mariusz Wilk, polski pisarz i eseista
- 30 stycznia – Judith Tarr, amerykańska pisarka fantastyki
- 2 lutego – Leszek Engelking, polski poeta, nowelista, tłumacz i krytyk literacki (zm. 2022)
- 7 lutego – Steven Gould, amerykański autor science fiction.
- 8 lutego – John Grisham, amerykański pisarz
- 9 lutego – Anne Robillard, kanadyjska pisarka francuskojęzyczna
- 10 lutego – Wojciech Jagielski, polski poeta
- 11 lutego – David Clewell, amerykański poeta (zm. 2020)
- 17 lutego – Mo Yan, chiński pisarz, laureat literackiej Nagrody Nobla
- 18 lutego – Lisa See, amerykańska pisarka pochodzenia chińskiego
- 19 lutego – Siri Hustvedt, amerykańska powieściopisarka, poetka i eseistka pochodzenia norweskiego
- 20 lutego – Klas Östergren, szwedzki pisarz, scenarzysta i tłumacz
- 21 lutego – Fabio Morábito, meksykański poeta, prozaik i tłumacz
- 23 lutego – Francesca Simon, amerykańska pisarka dla dzieci
- 24 lutego – Moni Nilsson-Brännström, szwedzka autorka książek dla dzieci i młodzieży
- 3 marca – Andrzej Maleszka, polski pisarz i reżyser
- 4 marca – Rebecca Brandewyne, amerykańska autorka romansów
- 9 marca – Pat Murphy, amerykańska pisarka
- 12 marca – Krzysztof Wójcicki, polski prozaik, dramaturg, eseista (zm. 2013)
- 21 marca – Halina Pawlowská, czeska powieściopisarka, dziennikarka, scenarzystka
- 23 marca – Lloyd Jones, nowozelandzki pisarz
- 27 marca – Patrick McCabe, irlandzki pisarz
- 28 marca – Julio Llamazares, hiszpański pisarz, prozaik, eseista, poeta i dziennikarz
- 31 marca – Zbigniew Kasprzak, polski rysownik komiksów
- 5 kwietnia
  - Anthony Horowitz, angielski pisarz i scenarzysta
  - Akira Toriyama, japoński mangaka (zm. 2024)
- 8 kwietnia – Barbara Kingsolver, amerykańska pisarka, eseistka i poetka
- 10 kwietnia – Michel Thiollière, francuski pisarz i polityk
- 11 kwietnia – Piotr Bratkowski, polski poeta, krytyk literacki i publicysta (zm. 2021)
- 12 kwietnia – Viktor Arnar Ingólfsson, islandzki autor powieści kryminalnych
- 19 kwietnia – Aleksander Nawarecki, polski historyk i teoretyk literatury
- 23 kwietnia – Paul J. McAuley, brytyjski pisarz science-fiction i botanik
- 27 kwietnia – Pija Lindenbaum, szwedzka pisarka i ilustratorka
- 30 kwietnia – Zlatko Topčić, bośniacki autor opowiadań, powieści i dramatów
- 11 maja – William P. Young, kanadyjski pisarz
- 15 maja - Liliana Bardijewska, polska krytyk literacki i teatralny, tłumaczka literatury bułgarskiej, wydawca
- 19 maja – Piotr Mitzner, polski teatrolog, poeta, eseista, pisarz
- 26 maja – Mirosław P. Jabłoński, polski pisarz science fiction, tłumacz
- 30 maja – Colm Tóibín, irlandzki powieściopisarz, nowelista, poeta i eseista
- 4 czerwca
  - Paulina Chiziane, mozambicka pisarka
  - Lars Kjædegaard, duński pisarz realistyczny
  - Val McDermid, szkocka pisarka, autorka powieści kryminalnych
- 9 czerwca – Krzysztof Bochus, polski pisarz
- 13 czerwca – Maciej Hen, polski pisarz
- 5 lipca
  - Mia Couto, mozambicki pisarz
  - Josef Haslinger, austriacki pisarz, eseista, intelektualista
- 8 lipca
  - Anna Mazurkiewicz, polska dziennikarka i pisarka
  - Susan Price, brytyjska pisarka
- 16 lipca – Jarosław Wojciechowski, polski prozaik i poeta
- 20 lipca – Stig Larsson, szwedzki prozaik, poeta, dramaturg i reżyser
- 24 lipca – Brad Watson, amerykański pisarz (zm. 2020)
- 2 sierpnia – Caleb Carr, amerykański pisarz, dziennikarz i historyk
- 7 sierpnia – Władimir Sorokin, rosyjski pisarz
- 20 sierpnia – Cezary Harasimowicz, polski dramaturg, pisarz i scenarzysta
- 25 sierpnia – Simon R. Green, brytyjski pisarz science fiction i fantasy
- 26 sierpnia – Jiří Pehe, czeski politolog i pisarz
- 2 września
  - Lidia Amejko, polska pisarka i dramatopisarka
  - Steve Berry, amerykański pisarz thrillerów
- 6 września – Raymond Benson, amerykański pisarz
- 14 września – Geraldine Brooks, amerykańska pisarka i dziennikarka
- 16 września – Aurel Plasari, albański pisarz, tłumacz, krytyk literacki i publicysta
- 30 września – Jerzy Adamuszek, polski autor książek podróżniczych i geograf
- 6 października – Ellen Kushner, amerykańska pisarka fantasy i dziennikarka
- 9 października – Leonardo Padura, kubański pisarz i dziennikarz
- 12 października – Serge Venturini, francuski poeta
- 14 października – Wojciech Tomasik, polski historyk i teoretyk literatury
- 20 października
  - Kurt Aebli, szwajcarski pisarz
  - Magdalena Tulli, polska pisarka i tłumaczka
- 21 października – Geof Darrow, amerykański rysownik komiksów
- 26 października – Laura Mintegi, baskijska pisarka i działaczka polityczna
- 28 października – Gary Lavergne, amerykański pisarz
- 31 października – Susan Orlean, amerykańska dziennikarska i pisarka
- 2 listopada – Ryszard Lenc, polski prozaik
- 6 listopada – Catherine Asaro, amerykańska pisarka science fiction i fantasy
- 9 listopada – Bogumiła Żongołłowicz, polska dziennikarka, poetka, pisarka
- 10 listopada – Antoni Czyż, polski literaturoznawca
- 12 listopada – Frank Witzel, niemiecki pisarz i ilustrator
- 17 listopada – Selim Chazbijewicz, polski politolog, pisarz, publicysta
- 23 listopada – Steven Brust, amerykański pisarz fantasy i science fiction
- 26 listopada – Tracy Hickman, amerykański pisarz gatunku fantasy
- 6 grudnia – Kurt Aust, norweski pisarz, tłumacz i publicysta
- 10 grudnia – Kim Mehmeti, albański pisarz, publicysta
- 18 grudnia – Jeffrey Ford, amerykański autor fantastyki
- 23 grudnia – Carol Ann Duffy, brytyjska poetka
- 26 grudnia – Joanna Olech, polska autorka książek dla dzieci i młodzieży
- 28 grudnia – Liu Xiaobo, chiński pisarz i literaturoznawca (zm. 2017)
- Richard Rayner, brytyjski pisarz

## Zmarli
- 18 stycznia – Saadat Hassan Manto, pakistański pisarz (ur. 1912)
- 20 stycznia – Robert P.T. Coffin, amerykański poeta i prozaik (ur. 1892)
- 17 lutego – Štefan Krčméry, słowacki poeta (ur. 1892)
- 23 lutego – Paul Claudel, francuski dramaturg, poeta i eseista (ur. 1868)
- 10 kwietnia – Pierre Teilhard de Chardin, francuski filozof, teolog i eseista (ur. 1881)
- 16 maja – James Agee, amerykański powieściopisarz, poeta, scenarzysta i krytyk filmowy (ur. 1909)
- 27 czerwca – Martin A. Hansen, duński prozaik (ur. 1909)
- 2 sierpnia – Wallace Stevens, amerykański poeta i eseista (ur. 1879)
- 12 sierpnia – Thomas Mann, niemiecki pisarz, noblista (ur. 1875)
- 14 sierpnia – Herbert Putnam, amerykański bibliotekarz, dyrektor Biblioteki Kongresu Stanów Zjednoczonych (ur. 1861)
- 22 września – Lucyna Krzemieniecka, polska pisarka i poetka (ur. 1907)
- 30 września – Pentti Haanpää, fiński prozaik (ur. 1905)
- 18 października – José Ortega y Gasset, hiszpański filozof i eseista (ur. 1883)
- 1 listopada – Dale Carnegie, amerykański pisarz książek o samorozwoju (ur. 1888)
- 12 listopada – Tin Ujević, chorwacki poeta, eseista i tłumacz (ur. 1891)
- 14 listopada – Robert E. Sherwood, amerykański dramaturg (ur. 1896)

## Nagrody
- Bollingen Prize for Poetry – Léonie Adams i Louise Bogan(inne języki)
- Georg-Büchner-Preis – Marie Luise Kaschnitz
- Grand prix du roman de l'Académie françaises – Michel de Saint-Pierre za Les Aristocrates
- Grand prix im. C.-F. Ramuza – Pierre-Louis Matthey
- Grosse Schillerpreis – Gonzague de Reynold
- Hanzeatycka Nagroda Goethego – T.S. Eliot
- Medal Frosta – Leona Speyer
- Nagroda Doblouga – Karl Asplund(inne języki), Sven Barthel(inne języki) oraz Herman Wildenvey
- Nagroda Goethego – Annette Kolb
- Nagroda Goncourtów – Roger Ikor za Les Eaux mêlées
- Nagroda im. Akutagawy – Shūsaku Endō za Biały człowiek (Shiroi Hito) i Ishihara Shintoista za Sezon Słońca (Taiyō no kisetsu)
- Nagroda im. Conrada Ferdinanda Meyera – Franz Fassbind(inne języki)
- Nagroda Literacka im. Juliana Tuwima – Marian Piechal
- Nagroda NIN – Mirko Božić za powieść Neisplakani
- Nagroda Nobla – Halldór Kiljan Laxness
- Nagroda Państwowa I. stopnia – Maria Dąbrowska
- Nagroda Pulitzera (dramat) – Tennessee Williams za sztukę Kotka na gorącym blaszanym dachu
- Nagroda Pulitzera (poezja) – Wallace Stevens za Wiersze zebrane (Collected Poems)
- Nagroda Pulitzera (proza) – William Faulkner za Przypowieść (A Fable)
- Nagroda Renaudot – Georges Govy za Le Moissonneur d’épines
- Nagroda Stregi – Giovanni Comisso
- Nagroda za całokształt twórczości, ufundowana przez Komitet Obywatelski Pomocy Uchodźcom Polskim w Wielkiej Brytanii – Marian Czuchnowski
- National Book Award (poezja) – Wallace Stevens za Wiersze zebrane (Collected Poems)
- National Book Award (proza) – William Faulkner za Przypowieść (A Fable)
- Premio Adonáis de Poesía – Javier de Bengoechea za Hombre en forma de elegía
- Premio Bagutta(inne języki) – Alfonso Gatto(inne języki) za La forza degli occhi
- Prêmio Machado de Assis – Onestaldo de Pennafort
- Premio Nacional de Literatura „Miguel de Cervantes” de narraciones – Miguel Delibes za Diario de un cazador
- Premio Nacional de Literatura de Chile – Francisco Antonio Encina
- Premio Nacional de Poesía – Jorge Campos za tom ¿?
- Premio Nadal – Rafael Sánchez Ferlosio za El Jarama
- Premio Planeta – Antonio Prieto za Tres pisadas de hombre
- Premio Viareggio(inne języki) – Vasco Pratolini za Metello
- Prix des Deux Magots – Pauline Réage za Historię O (Histoire d'O)
- Prix Femina – André Dhôtel za Le pays où l’on arrive jamais
- Prix Interallié – Félicien Marceau za Élans du cœur
- Prix Victor Rossel – Lucien Marchal za La Chute du grand Chimu
- Somerset Maugham Award – Kingsley Amis za Jima szczęściarza
- Złote Laury – Tove Ditlevsen
- Złoty medal królowej za poezję – Ruth Pitter